# Le Lesme
Le Lesme ist eine französische Gemeinde mit 702 Einwohnern (Stand: 1. Januar 2022) im Département Eure in der Region Normandie; sie gehört zum Arrondissement Bernay (bis 2017 Arrondissement Évreux) und zum Kanton Breteuil. 
Zum 1. Januar 2016 wurde Le Lesme als Commune nouvelle aus den Gemeinden Sainte-Marguerite-de-l’Autel und Guernanville gebildet.

## Geographie
Le Lesme liegt etwa 29 Kilometer westsüdwestlich von Évreux.

### Nachbargemeinden
Umgeben ist Le Lesme von den Nachbargemeinden Le Fidelaire im Norden und Westen, Sainte-Marthe im Nordosten, Beaubray im Osten, Saint-Denis-du-Béhélan im Südosten, Breteuil im Süden und Südosten sowie Les Baux-de-Breteuil im Westen und Südwesten.

### Gemeindegliederung
| Ortsteil                                       | ehemaliger INSEE-Code | Fläche (km²) | Einwohnerzahl (2019) |
| ---------------------------------------------- | --------------------- | ------------ | -------------------- |
| Sainte-Marguerite-de-l’Autel (Verwaltungssitz) | 27565                 | 23,27        | 577                  |
| Guernanville                                   | 27303                 | 03,23        | 104                  |

## Sehenswürdigkeiten
- Kirche Sainte-Marguerite in Sainte-Marguerite-de-l’Autel, Monument historique

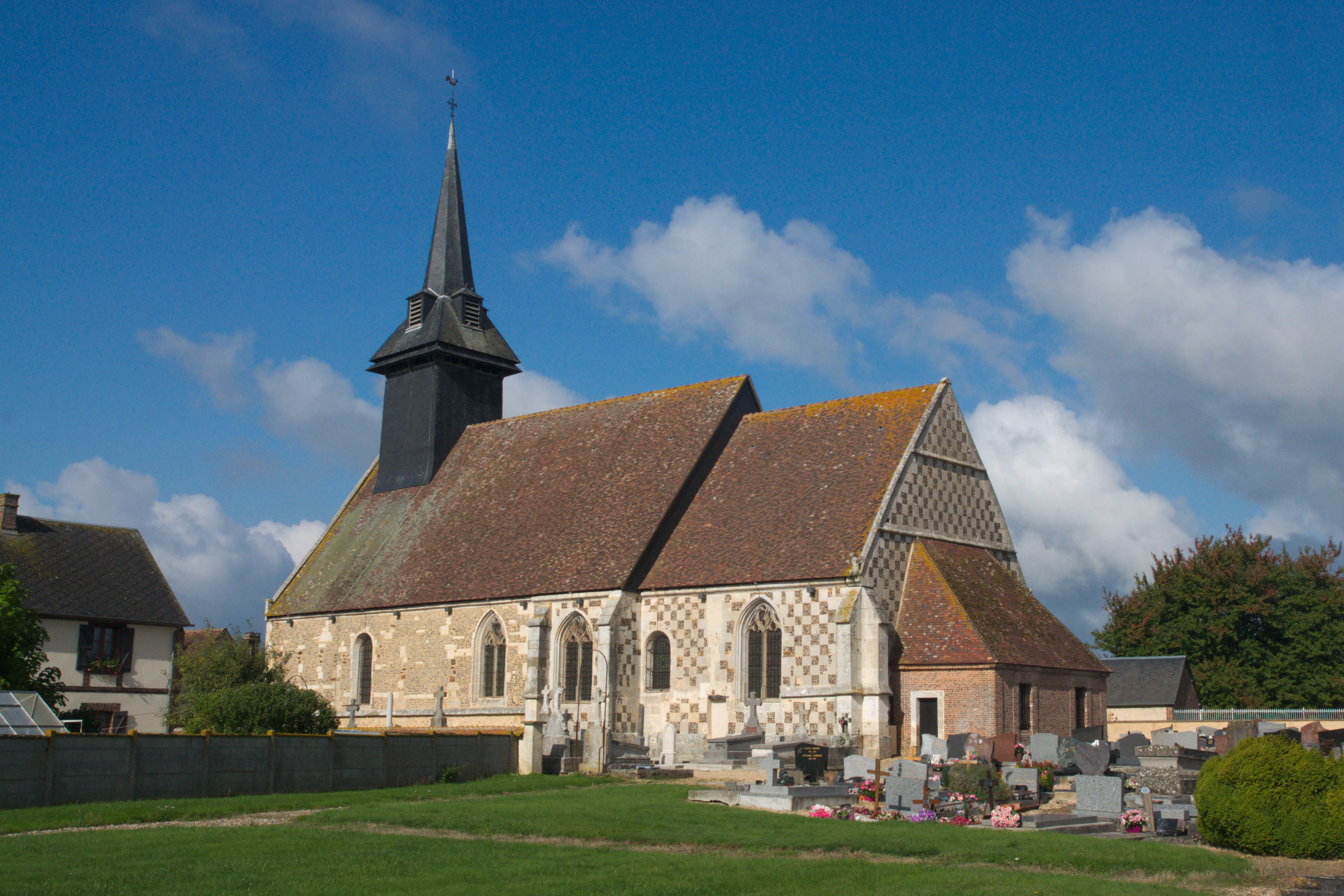
Kirche Sainte-Marguerite